# Гурбангули Бердимухамедов
Гурбангули Мяликгулевич Бердимухамедов (на туркменски: Gurbanguly Mälikgulyýewiç Berdimuhammedow) е туркменски политик и бивш президент на Туркменистан. Преди това е бил вицепремиер и министър на здравеопазването.

## Биография
Роден е през 29 юни 1957 година в село Бабарап, Ашхабадска област в Туркменската ССР. Според непроверени слухове Курбангули Бердимухамедов е извънбрачен син на предишния президент Сапармурад Ниязов.
През 1979 година се дипломира в стоматологичния факултет на Туркменския държавен медицински институт, след което защитава и аспирантура, за което получава степен кандидат е на медицинските науки. От 1980 година започва да практикува като лекар-стоматолог.
В периода 1990 – 1995 г. Бердимухамедов е асистент в катедрата по терапевтична стоматология, доцент, декан на Стоматологичния факултет на Туркменския държавен медицински институт.
От 1995 – 1997 г. е директор на Стоматологичния център на Министерството на здравеопазването и медицинската промишленост, а от 1997 г. е министър на здравеопазването и медицинската промишленост.
От 2001 г. е заместник министър-председател на Туркменистан (министър-председател на страната е самият президент Ниязов), а през ноември 2006 представлява Туркменистан на срещата на върха на страните от ОНД в Минск.
След смъртта на Сапармурад Ниязов на 21 декември 2006 г. оглавява Комисията по погребението на президента и по решение на Държавния съвет за сигурност заема поста и.д. президент на Туркменистан. В съответствие с Конституцията на Туркменистан този пост трябва да бъде зает от председателя на меджлиса (парламента) Овезгелди Атаев, но против него внезапно е възбудено углавно дело. Така става изпълняващ длъжността (и.д.) президент на Туркменистан. На 11 февруари 2007 година печели президентските избори в страната.

## Предизборни обещания
Бердимухамедов обещава да направи интернет достъпен за гражданите на Туркменистан (сега мрежата се използва само от 5% от населението, много от сайтовете са блокирани). В телевизионна реч Бердимухамедов заявява:
„Мисля, че международната мрежа на интернет, най-новите комуникационни технологии трябва да са достъпни за всеки гражданин“
Това обещание вече е получило своето изпълнение. От 17 февруари 2007 г. 2 модерни интернет кафета започват да работят в Ашхабад. Час използване на Интернет струва почти 4 евро. Както е съобщено от Министерството на комуникациите на Туркменистан в Ашхабад в близко бъдеще ще има 15 интернет кафенета, включително и в провинциите (областни центрове). Безплатен достъп до интернет имат всички студенти и преподаватели от висши училища и научни институти, както и читателите на Централната научна библиотека на Туркменистан.
Също така обещава да реформира образователната система, като се върнат музикалните училища в провинциите, закрити при Ниязов, и да се увеличи периодът на обучение в средното училище от 9 на 10 години и висшето образование от 4 на 5 години.

## Президентски избори 2012 г.
15 декември 2011 г. на VII конгрес на Демократическата партия на Туркменистан и Националното движение „Галкиниш“ е обявено, че на президентските избори през 2012 г. ще бъде излъчена кандидатурата на Курбангули Бердимухамедов. На 3 януари 2012 г. Бердимухамедов е регистриран като кандидат за поста президент на Туркменистан. На 9 януари 2012 г. Бердимухамедов представя по националната телевизия предизборната си програма. Изборите се провеждат на 12 февруари 2012 г. Мисията на ОНД в лицето на нейния председател заявява: „президентската кампания в Туркменистан се проведе в съответствие с правилата на етиката, правилно, в спокойна среда“, „жалбите и петициите са били докладвани“. В съответствие с член 51 от Закона за изборите на президент на Туркменистан Курбангули Бердимухамедов печели с абсолютно мнозинство (97,14%) и е избран за президент на Туркменистан.

## Президентско управление
С първия си указ Бердимухамедов връща образованието до 10-и клас в училищата. Обещанието да се премахне задължителното носене на национални костюми от учениците и студентите не е изпълнено. Традиционната рокля, използвана като училищна униформа за момичета, е заменена с тъмнозелена рокля и „европейски изглеждащи престилки.“
През пролетта на 2009 г. започват действия за конфискуване на екземплярите от книгата „Рухнама“ във всички институции и предприятия в страната. Мястото ѝ заемат книгите на Бердимухамедов. В средните училища на Туркменистан книгата остава в списъка от въпроси, но се намалява учението по нея на 1 час на седмица. Отменен е и изпитът върху „Рухнама“.
Направени са някои промени в държавните символи и ритуали, които се тълкуват като ограничение на култа към личността на Ниязов, името му е заличено от текста на клетвата, а след това и в националния химн на Туркменистан, и се заменя с думата „президент“.

## Култ към личността
Неофициален носител на титлата „лидер на нацията“. С името на баща си Бердимухамедов наименува дворец на културата, издига паметник още приживе, войскови легион 1001 също е наречен на името на баща му.
Негови снимки и портрети са на разположение на хиляди плакати и знамена, безброй снимки са окачени в помещенията на институциите, кабините на превозните средства, както и в началото на почти всички национални телевизионни предавания и първите страници на вестниците.
През 2007 г. за 50-ата годишнина на президента централната банка на страната сече златни и сребърни възпоменателни монети с лицева страна, изобразяваща портрет на Курбангули Бердимухамедов.
По време на празниците местната преса публикува поздрав за Бердимухамедов от името на правителството, парламента и други правителствени агенции.
В началото на 2012 г. в Ашхабад, в Музея на изящните изкуства, е поставена първата статуя на президента, седнал на кон с „национална прическа“.
Младоженците, когато се подписват в общините, трябва да се снимат на фона на портрета на Курбангули Бердимухамедов.

## Личен живот
Според публукувана информация в медиите през декември 2009 г. Курбангули Бердимухамедов се интересува от четене, конна езда, спортен, свири на различни музикални инструменти, пише поезия за родината. Автор е на няколко книги, включително научни трудове. В края на 2011 г. е автор и изпълнител на песента „Ти си моето бяло цвете“.
Наследници: син Сердар, 3 дъщери и 4 внуци.